# Miamis
Els miamis són una tribu índia algonquina, el nom de la qual prové de la llengua chippewa omaugeg, "poble de la península". Els europeus els anomenaren Twightwees, que potser prové de twah twah, el crit del cigne, i per confusió amb tawa "nu" els anomenaren Naked Indians.

## Clans
Cap a principis del segle xviii, amb el suport de comerciants francesos que baixaven del que ara és el Canadà, i que els proporcionaven armes de foc i a canvii de pells, els Miami van tornar al seu territori històric i el van reassentar. En aquest moment, els principals clans de Miami eren:
- Atchakangouen, Atchatchakangouen, Atchakangouen, Greater Miami o Crane Band
- Kilatika, Kilatak, Kiratika anomenats pels francesos i després pels anglesos com a Eel River Band of Miamis; autònim: Kineepikomeekwaki.[5]
- Mengakonkia or Mengkonkia, Michikinikwa o ("Poble petita tortuga")'.
- Pepikokia, Pepicokea, ldesprés conegut com a Tepicon Band or Tippecanoe Band; autònim: Kiteepihkwana (″Poble del lloc del peix búfal),
- Piankeshaw, Piankashaw, Pianguichia; autònim: Peeyankihšiaki.[6]
- Wea, Wiatonon, Ouiatanon or Ouaouiatanoukak; autònim: Waayaahtanooki or Waayaahtanwa (″Poble del remolí″).[7]

## Localització
Vivien al sud del Llac Michigan, al NE d'Illinois i Nord d'Indiana, i als marges del riu Kalamazoo. Els wea vivien als voltants de l'actual Chicago, d'on marxarien als marges del Wabash. Pel que fa als piankashaw, vivien al Wabash inferior. Actualment, totes tres tribus viuen a Oklahoma.

## Demografia
El 1695 eren uns 4.500 individus, però foren molt disminuïts i el 1887 només s'apuntaren 64 noms en el rol tribal (350 en la Subagència Quapaw). El 1937 eren 1.390 i el 1960 eren 305 miamis i 700 wea a Oklahoma. El 1990 eren uns 500 a Oklahoma, però segons Asher, el 1980 eren uns 2.000 amb els illinois, wea i piankashaw.
Segons dades de la BIA del 1995, a la Reserva Miami d'Oklahoma hi havia 341 habitants (1.574 al rol tribal). Segons el cens dels EUA del 2000, hi havia censats 6.417 miamis.

## Costums
Es considera que els primers habitants de Miami pertanyen a la tradició Fischer de la cultura del mississipi. Les societats mississipianes es caracteritzaven per una agricultura basada en el blat de moro, una organització social jerarquitzada en parentius. Disposava d'extenses xarxes comercials regionals, i bases jeràrquiques d’assentament. Els pobladors inicials d'aquesta societat es dedicaven a la caça, igual que altres pobles del mississipí.
Llur sistema social es basava en clans exogàmics, i els caps dels clans també feien de membres del consell de la vila. Un d'ells era escollit cabdill civil. El cabdill guerrer era escollit basant-se en la seva habilitat i a la direcció de les incursions.
El principal aliment de llur dieta alimentària era un particular tipus de moresc, considerat com a millor que el que conreaven llurs veïns. Durant l'estiu ocupaven viles permanents de caràcter agrícola, i durant l'hivern es desplaçaven a les planúries amb altres tribus per caçar el bisó.
Vivien en habitacles coberts de matolls, similars als de les tribus dels voltants, i endemés cada vila tenia una casa gran on celebraven consells i d'altres cerimònies. Els piankashaw, però, eren culturalment més semblants als kickapoo i winnebago.
També celebraven el Midewiwin o Gran Societat de Medicina, organització secreta on els membres de la qual es creien capaços de proporcionar benestar a la tribu i de curar la malenconia. Hi eren importants en els cerimònies els amulets medicinals sagrats i d'altres objectes màgics.

## Història

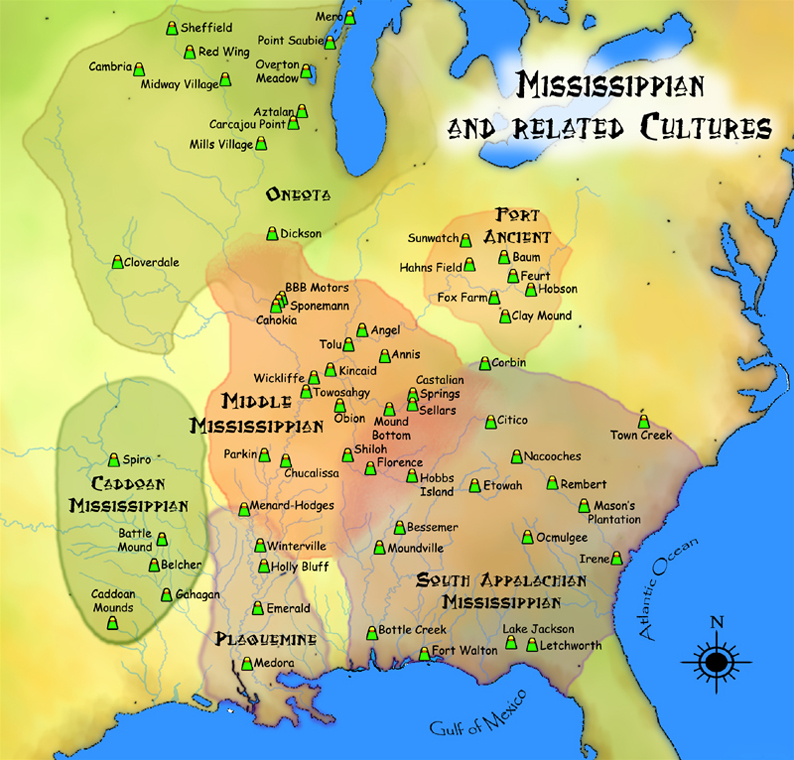
Mapa sobre les diferents cultures del Missisipi i les àrees relacionades

La història escrita dels Miami es remunta a missioners i exploradors. El 1658 els visità el francès Gabriel Druillettes, que els van trobar a Green Bay a l'actual Wisconsin. Cap al 1670, empesos per la confederació sioux, Confederació iroquesa, els anishinaabemowin van migrar cap al sud i cap a l'est en onades que es van perllogar des del segle XVII fins a mitjans del segle xviii. Es van establir a la part alta del riu Wabash (que desembocava al riu Ohio i oferia un camí d’aigua a la vall del Mississipi)i del riu Maumee (que desembocava al llac Erie i oferia un camí d’aigua cap al Quebec). El que ara seria el nord-est d'Indiana i el nord-oest d'Ohio. Segons la història oral, aquesta migració va suposar un retorn a la regió on havien viscut durant molt de temps abans de ser envaïts pels iroquesos durant les Guerres dels Castors.
Els primers colons i comerciants europeus de la costa est havien alimentat la demanda de pells, i els iroquesos, amb seu al centre i l'oest de Nova York, havien adquirit el primer accés a les armes de foc europees mitjançant el comerç i els havien utilitzat per conquerir la zona de la vall d'Ohio per al seu ús com a terrenys de caça. Això va impulsar una despoblació temporal de la zona, mentre les tribus dels boscos algonquines fugien cap a l’oest com a refugiats. La guerra i la consegüent bloqueig social, juntament amb la propagació de malalties infeccioses europees com el xarampió i la verola, per a les quals no tenien immunitat, van contribuir a delmar les poblacions natives americanes a l'interior.
El 1696, el comte de Frontenac va nomenar a Jean Baptiste Bissot, senyor de Vincennes, com a comandant de les avançades franceses al nord-est d'Indiana i al sud-oest de Michigan. Va fer amistat amb els Miami, establint-se primer al riu St. Joseph i, el 1704, establint un lloc comercial i fort a Kekionga, l'actual Fort Wayne, 
Al segle xviii, els Miami havien tornat en gran part a la seva terra natal a l’actual Indiana i Ohio. La victòria eventual dels britànics a la Guerra franco-índia (Guerra dels Set Anys) va provocar una presència britànica augmentada a les zones tradicionals de Miami. Les aliances canviants i la invasió gradual de l'assentament europeu-americà van provocar que algunes bandes de miami, com els piankeshaw i wea, es fusionessin amb el que de vegades s'anomenaria la Confederació Miami o Confederació del Nord-oest. Els nadius americans van crear confederacions tribals més grans dirigides pel cap Little Turtle. Les seves aliances eren per fer guerra contra els europeus i lluitar contra l'avanç dels assentaments blancs, i els mateixos Miami es va convertir en un subconjunt de l'anomenada Confederació Occidental durant la Guerra Ameríndia del Nord-oest.
Els Miamis, mantenien bones relacions amb ottawa, chippewea i potawatomi, tot formant la Lliga dels Sis Focs per defensar-se dels iroquesos. El 1748 signaren amb els britànics el Tractat de Lancaster. Així, el 1748-1752 el cabdill Memeskia, també conegut com La Demoiselle (francès) o Old Briton (anglès), dirigí des de la ciutat de Pickawillany una revolta contra els francesos, confederats amb wea, ottawa, potawatomi, piankashaw i kickapoo. Però Charles Langlade va atacar la ciutat i cremà viu al cabdill.

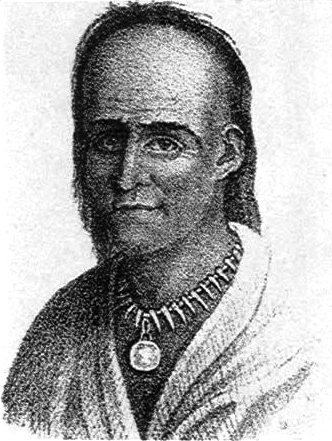
La litografia de Little Turtle que es basa, suposadament, en un retrat perdut de Gilbert Stuart, destruït quan els britànics van cremar Washington, D.C. el 1814.

Durant la Guerra de Pontiac, liderada pel cabdil Pontiac del 1763 van donar suport en contra els anglesos fins a arribar a la pau: Proclamació reial de 1763. Durant la Guerra d'Independència ajudaren a la Gran Bretanya, liderats per Little Turtle, i refusaren pactar amb els colons; entre el 1783 i el 1790 mataren 1.500 colons. El 1790 Little Turtle vencé Josiah Harmar i el 2 de novembre 1791 Arthur Saint Clair, provocant 600 morts i 300 ferits. Little Turtle intentà aleshores una pau honrosa, però el seu lloctinent Turkey Foot fou vençut i mort per Anthony Wayne a la batalla de Fallen Timbers el 1792. Això els obligaria el 1795 a signar el Tractat de Greenville, pel qual hagueren de cedir Ohio meridional i oriental.
Durant el 1812, malgrat l'oposició de Little Turtle, ajudaren Tecumseh (cabdill shawnee) fins que foren vençuts per Anthony Wayne al riu Mississinewa.
Entre el 1790 i el 1840 signaren més de cinquanta tractats. Pel del 3 d'agost del 1795 miamis i wea tenien llibertat de cacera a les terres cedides als EUA, i pel del 22 de juliol del 1814 ajudaren als EUA contra els britànics. El 2 d'octubre del 1818 els wea i piankashaw signaren un pel qual se'ls garantia el gaudi pacífic de la terra, però el 1820 hagueren de vendre les terres d'Illinois i marxar a Missouri, i el 1832 a Kansas. Pel del 1838 es retiraren a Kansas, llevat d'un grup que va romandre a Richardville, Godfroy i Meshekumnoquah (Indiana), on encara hi viuen llurs descendents.
El 28 de novembre del 1840 signaren el Tractat de Wabash (Indiana), pel qual marxaven al comtat de Miami (Kansas). Però uns 300 foren duts a Morais des Cignes el 1843 en condicions desastroses perpetrades per les campanyes de deportacions dels indis dels Estats Units.
El 1867 miamis, wea i piankashaw, amb els peoria i altres, es traslladaren a Territori Indi (Oklahoma) i foren recol·locats a Ottawa County, i la resta d'ells anà a la Quapaw Agency el 1873, on encara hi viuen. No tenen terra tribal, però sí privada, ja que la llei del 1887 (Allotment Act), coneguda també com a Dawes Act) i promoguda pel senador Henry L. Dawes els va parcel·lar les terres. Més tard, el govern dels Estats Units va incloure Miami amb l'Illini per a fins administratius. Endemés, una banda hostil va marxar a Califòrnia, on uns 150 descendents seus viuen en dues reserves. El 30 d'octubre del 1931 la tribu dels miamis va rebre una constitució tribal de mans del cap Harley Palmer. La seva capital era coneguda com Kekionga.

## Llista de miamis
- Little Turtle
- Jean Baptiste Richardville